# Lucia Galeazzi Galvani
Lucia Galeazzi Galvani (Bologna, 3 juni 1743 – aldaar, 1788) was een Italiaans wetenschapster en echtgenote van Luigi Galvani.
Lucia Galeazzi was de enige dochter van de anatoom Domenico Gusmano Galeazzi en Paola Mini, en de kleindochter van de schilder Domenico Galeazzi. In 1762 huwde ze Luigi Galvani, die vanaf 1775 hoogleraar werd aan de universiteit van Bologna. Op verzoek van haar vader woonden ze na hun huwelijk tijdelijk in bij haar ouders totdat ze in 1772 hun eigen huis verkregen. In het huis richtte Luigi een laboratorium in waar hij onderzoek deed naar de reflexen van dierlijke anatomie. Bij deze experimenten was Lucie zijn assistent (te zien op een schilderij van Antonio Muzzi). Verder hielp ze haar echtgenoot bij zijn werk als chirurg en verloskundige.